# Carlos Alberto Bianchezi
Carlos Alberto Bianchezi, conosciuto come Careca Bianchese o Careca III (San Paolo, 25 agosto 1964), è un ex calciatore brasiliano di ruolo attaccante.

## Caratteristiche tecniche
Era un attaccante longilineo e di piede mancino. Il suo carattere lo portava a scontrarsi con gli avversari e ricevere sanzioni disciplinari.

## Carriera

### Giocatore
Dopo aver giocato nel Palmeiras, fu acquistato dall'Atalanta nel 1991 per sostituire il connazionale Evair, non riuscendo ad incidere in modo significativo nonostante i suoi otto gol nel massimo campionato italiano.
Dopo una sola stagione viene ceduto quindi al Monterrey, nella Primera División messicana, dove conclude la carriera.

### Nazionale
Ha disputato la Coppa America nel 1991 con il Brasile, venendo espulso nella sfida persa per 3-2 contro l'Argentina per una gomitata. Quella contro gli argentini è stata l'ultima partita per lui con la Seleçao.

## Statistiche

### Cronologia presenze e reti in nazionale
| Cronologia completa delle presenze e delle reti in nazionale ― Brasile | Cronologia completa delle presenze e delle reti in nazionale ― Brasile | Cronologia completa delle presenze e delle reti in nazionale ― Brasile | Cronologia completa delle presenze e delle reti in nazionale ― Brasile | Cronologia completa delle presenze e delle reti in nazionale ― Brasile | Cronologia completa delle presenze e delle reti in nazionale ― Brasile | Cronologia completa delle presenze e delle reti in nazionale ― Brasile | Cronologia completa delle presenze e delle reti in nazionale ― Brasile |
| Data                                                                   | Città                                                                  | In casa                                                                | Risultato                                                              | Ospiti                                                                 | Competizione                                                           | Reti                                                                   | Note                                                                   |
| ---------------------------------------------------------------------- | ---------------------------------------------------------------------- | ---------------------------------------------------------------------- | ---------------------------------------------------------------------- | ---------------------------------------------------------------------- | ---------------------------------------------------------------------- | ---------------------------------------------------------------------- | ---------------------------------------------------------------------- |
| 8-11-1990                                                              | Belém                                                                  | Brasile                                                                | 0 – 0                                                                  | Cile                                                                   | Amichevole                                                             | -                                                                      |                                                                        |
| 12-12-1990                                                             | Los Angeles                                                            | Messico                                                                | 0 – 0                                                                  | Brasile                                                                | Amichevole                                                             | -                                                                      | 76’                                                                    |
| 27-2-1991                                                              | Campo Grande                                                           | Brasile                                                                | 1 – 1                                                                  | Paraguay                                                               | Amichevole                                                             | -                                                                      | 79’                                                                    |
| 27-3-1991                                                              | Buenos Aires                                                           | Argentina                                                              | 3 – 3                                                                  | Brasile                                                                | Amichevole                                                             | 1                                                                      | 46’                                                                    |
| 17-4-1991                                                              | Londrina                                                               | Brasile                                                                | 1 – 0                                                                  | Romania B                                                              | Amichevole                                                             | -                                                                      | 63’                                                                    |
| 28-5-1991                                                              | Uberlândia                                                             | Brasile                                                                | 3 – 0                                                                  | Bulgaria                                                               | Amichevole                                                             | -                                                                      |                                                                        |
| 27-6-1991                                                              | Curitiba                                                               | Brasile                                                                | 1 – 1                                                                  | Argentina                                                              | Amichevole                                                             | -                                                                      | 53’                                                                    |
| 9-7-1991                                                               | Viña del Mar                                                           | Brasile                                                                | 2 – 1                                                                  | Bolivia                                                                | Coppa America 1991 - 1º turno                                          | -                                                                      | 46’                                                                    |
| 13-7-1991                                                              | Viña del Mar                                                           | Colombia                                                               | 2 – 0                                                                  | Brasile                                                                | Coppa America 1991 - 1º turno                                          | -                                                                      | 46’                                                                    |
| 15-7-1991                                                              | Viña del Mar                                                           | Brasile                                                                | 3 – 1                                                                  | Ecuador                                                                | Coppa America 1991 - 1º turno                                          | -                                                                      | 72’                                                                    |
| 17-7-1991                                                              | Santiago del Cile                                                      | Argentina                                                              | 3 – 2                                                                  | Brasile                                                                | Coppa America 1991 - Girone finale                                     | -                                                                      | 78’ 80’                                                                |
| Totale                                                                 |                                                                        | Presenze                                                               | 11                                                                     |                                                                        | Reti                                                                   | 1                                                                      |                                                                        |

## Palmarès

### Competizioni internazionali
- Coppa delle Coppe CONCACAF: 1

Monterrey: 1993